# 오준 (조선)
오준(吳竣, 1587년 ~ 1666년)은 조선의 문신이다. 자는 여완(汝完), 호는 죽남(竹南), 본관은 동복(同福)이고, 아버지는 이조참판 오백령(吳百齡), 어머니는 증 참의(贈參議) 고경룡(高慶龍)의 딸이다.

## 생애
오준은 1618년(광해군 10년)에 증광시 문과에 급제하였다. 2년 뒤 승정원 주서에 등용되고 이어서 지평 ·장령 ·필선 ·수찬 등을 역임하였다. 1639년(인조 17년) 한성부판윤으로 주청부사가 되어 선양에 다녀오고 병자호란 뒤 삼전도비의 비문을 썼는데, 그의 생애 평생의 치욕이 되었다. 1643년 등극부사로, 1648년에는 동지사 겸 정조성절사로 청나라에 다녀왔다.
1650년(효종 1년) 예조판서로 지춘추관사가 되어 《인조실록》 편찬에 참여하고 형조판서 ·대사헌 ·우빈객을 거쳐 1660년(현종 1년) 좌참찬, 이어서 중추부판사가 되었다.
오준은 한석봉의 제자로 문장과 글씨에 능하여, 특히 왕희지체(王羲之體)를 따라 단아한 모양의 해서를 잘 썼다. 조선왕실의 길흉책문(吉凶冊文)을 쓰는 여러 번의 서장관을 지냈으며, 그의 글씨가 일본 닛코사에 있는 <일광산조선등로명>에 전한다. 저서에 《죽남당집》이 있다.

## 시문집
《죽남당고》(竹南堂稿)

## 참고 문헌
- 인조실록(仁祖實錄)
- 효종실록(孝宗實錄)
- 현종실록(顯宗實錄)
- 국조방목(國朝榜目)
- 연려실기술(燃藜室記述)
- 청성집(靑城集)
- 동명집(東溟集)
- 죽남당고(竹南堂稿)
- 조선금석총람(朝鮮金石總覽)
- 근역서화징(槿域書畵徵)(오세창,계명구락부,1928)
- 삼전도비수립시말(김성균,『향토서울』12,1961)